# Omuraisu
Omuraisu (jap. オムライス) – japońskie danie składające się z omletu ze smażonym ryżem. Zazwyczaj w środku – oprócz ryżu – znajdują się również kawałki kurczaka oraz warzyw, a całość polewana jest ketchupem. 

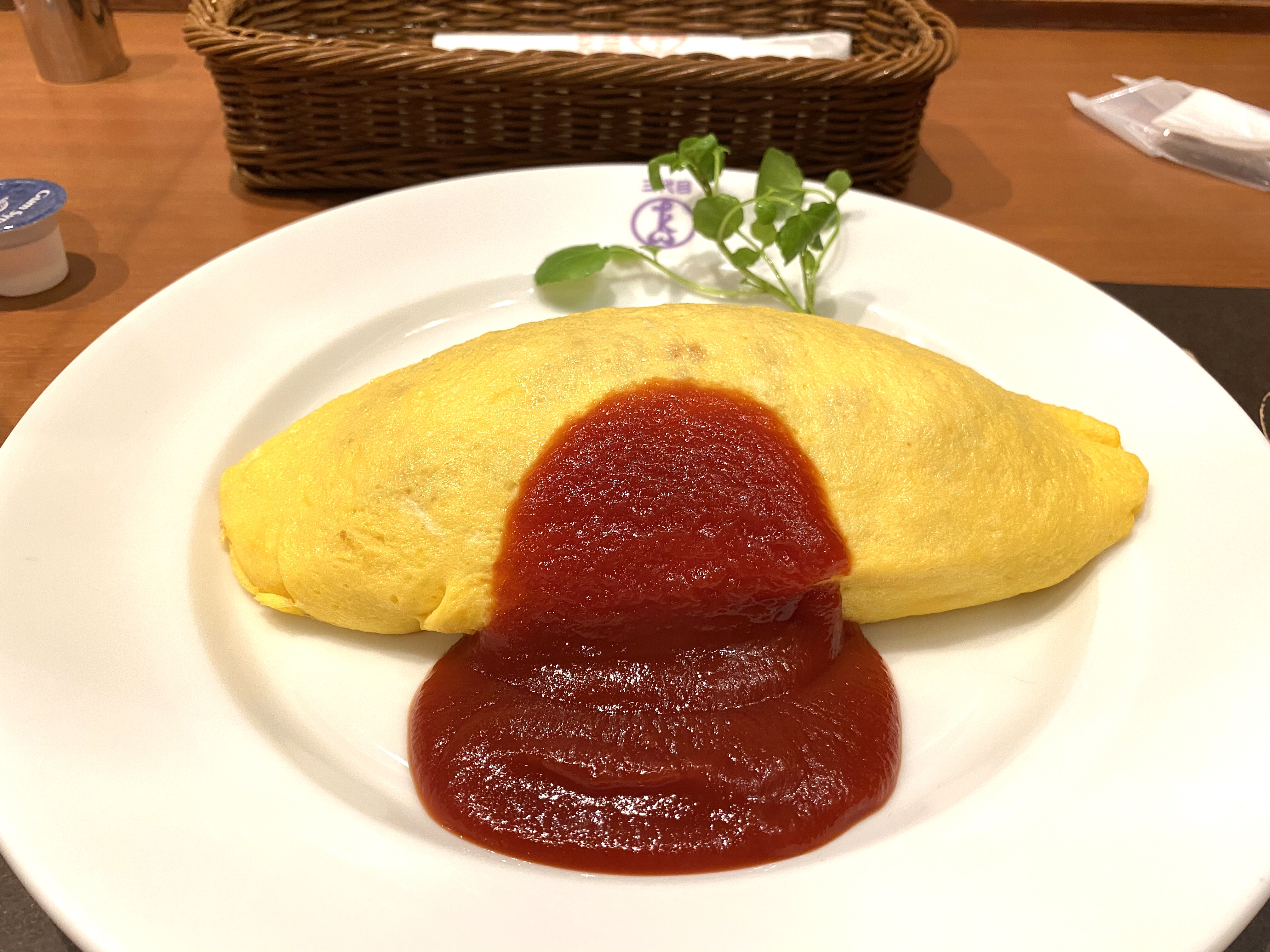
Typowe omuraisu

Nazwa potrawy jest wasei-eigo, składającym się z cząstek: omu (omlette) i raisu (rice). Posiłek ten jest szczególnie lubiany przez dzieci.
Mówi się, iż danie pochodzi z końca XX wieku, z restauracji zachodniego stylu zwanej Renga-tei znajdującej się w tokijskiej dzielnicy Ginza.